# Liste der Herrscher namens Ferdinand
Ferdinand, bzw. dessen Sprachvarianten, wie Fernando, ist der Name folgender Herrscher:

## Ferdinand I.
- Ferdinand I. (HRR), König, dann Kaiser (1558–1564)
- Ferdinand I. (Österreich), der Gütige, Kaiser (1835–1848)
- Ferdinand I. (Bulgarien), Zar (1908–1918)
- Ferdinand I. (León), der Große, König (1035–1065)
- Ferdinand I. (Portugal), König (1367–1383)
- Ferdinand I. (Aragón), der Gerechte, König (1412–1416)
- Ferdinand I. (Neapel), König (1458–1494)
- Ferdinand I. (Sizilien), König Beider Sizilien (1815/16–1825)
- Ferdinand I. (Rumänien), König (1914–1927)
- Ferdinando I. de’ Medici, Großherzog (1587–1609)
- Ferdinand I. (Braganza), Herzog (1403–1478)

## Ferdinand II.
- Ferdinand II. (HRR), Kaiser (1619–1637)
- Ferdinand II. (León), König (1157?–1188)
- Ferdinand II., der Heilige, König von Kastilien (1217–1252) ist Ferdinand III. (Kastilien)
- Ferdinand II. (Aragón), der Katholische, König (1479–1516)
- Ferdinand II. (Neapel), König (1495–1496)
- Ferdinand II. (Portugal), König (1853–1855)
- Ferdinand II. (Sizilien), König beider Sizilien (1830–1859)
- Ferdinando II. de’ Medici, Großherzog (1621–1670)
- Ferdinand II. (Braganza), Herzog (1430–1483)
- Ferdinand II. (Paderborn), Ferdinand von Fürstenberg, Fürstbischof (1661–1683)
- Ferdinand II. (Tirol), Graf von Tirol und der Vorlande (1529–1595)

## Ferdinand III.
- Ferdinand III. (HRR), Kaiser (1637–1657)
- Ferdinand III., König von León (1230–1252) ist: Ferdinand III. (Kastilien)
- Ferdinand III., König von Neapel (1505–1516) ist Ferdinand II. (Aragón)
- Ferdinand III. von Bourbon, König von Sizilien (1759–1815) ist: Ferdinand I. (Sizilien)
- Ferdinand III. (Toskana) (1769–1824), Großherzog von Toskana, Kurfürst von Salzburg und Kurfürst und Großherzog von Würzburg

## Ferdinand IV.
- Ferdinand IV. (HRR), Römischer König (1653–1654), König von Böhmen und Ungarn (1647–1654)
- Ferdinand IV. (Kastilien), König (1295–1312)
- Ferdinand IV. (Neapel), von Bourbon, König (1759–1825) ist Ferdinand I. (Sizilien)
- Ferdinand IV. (Toskana), Großherzog (1859–1860)

## Ferdinand V., VI., …
- Ferdinand V., König von Ungarn und Böhmen ist Ferdinand I. (Österreich)
- Ferdinand V. der Katholische, König von Kastilien ist: Ferdinand II. (Aragón)

- Ferdinand VI. (Spanien), König (1746–1759)
- Ferdinand VII. (Spanien), König (1813–1833)

## Ferdinand o. Z.
- Ferdinand (Flandern), Graf (1212–1233)
- Ferdinand (Viseu), Herzog (bis 1470)
- Ferdinand (Guarda), Herzog (bis 1534)
- Ferdinand (Parma), Herzog (1765–1802)
- Ferdinand (Savoyen), Herzog von Genf (bis 1855)
- Ferdinand (Hessen-Homburg), Letzter Landgraf von Hessen-Homburg (1852–1866)
- Ferdinand (Würzburg), letzter Kurfürst (bis 1806) und Großherzog von Würzburg (1806–1814)
- Ferdinand (Schwarzenberg), Fürst

## Ferdinand …
- Ferdinand Albrecht I. (Braunschweig-Wolfenbüttel-Bevern), Herzog von Braunschweig-Bevern (1666–1687)
- Ferdinand Albrecht II. (Braunschweig-Wolfenbüttel), Herzog von Braunschweig-Bevern (1704–1735)
- Ferdinand Friedrich von Anhalt-Köthen, Fürst (1818–1830)
- Ferdinand Georg August von Sachsen-Coburg-Saalfeld-Koháry, Herzog (1785–1851)
- Ferdinand González, Graf von Kastilien (923–970)
- Ferdinand (Hessen-Homburg), Landgraf (1848–1866)
- Ferdinand Karl (Österreich-Tirol), Fürst von Tirol (1646–1662)
- Ferdinand Karl III., Herzog von Parma (1849–1854) ist: Karl III. (Parma)
- Ferdinand Maria (Bayern), Kurfürst (1651–1679)
- Ferdinand Max(imilian), König von Mexiko (1864–1867) ist: Maximilian I. (Mexiko)
- Ferdinand Philipp von Frankreich, Herzog von Orléans (1830–1842)

## Kirchliche Herrscher
- Ferdinand I. von Bayern, Kurfürst und Erzbischof von Köln (1612–1650)
- Ferdinand II. von Fürstenberg, Fürstbischof von Paderborn (1661–1683) und Münster (1678–1683)
- Ferdinand August von Spiegel, Erzbischof von Köln (1824–1835)